# Top FM Brasília
Top FM Brasília é uma emissora de rádio brasileira, sediada em Brasília, Distrito Federal, e com outorga em Alexânia, Goiás. Opera no dial FM, na frequência 102,3 MHz, e é uma emissora própria da Top FM.

## História
A emissora entrou no ar em 2001, como uma afiliada da Rede Melodia, emissora de segmento Gospel. Em 26 de outubro de 2004 sendo afiliada à Tupi FM de São Paulo, em 2009 passou se chamar CBS FM nome de sua razão social, e o antigo nome da Rede Mundial de Comunicações de qual faz parte, em março de 2010 muda de nome novamente passou a se chamar 98 FM uma referência aos 98,3 MHz frequência onde opera. No dia 02 de agosto de 2010 a emissora passou a se chamar Top FM. Em Março de 2020 a emissora deixa a Top FM e vira uma filial da Kiss FM.
Em 30 de Julho de 2021, depois de três meses fora do ar na frequência 98,3 FM a Kiss FM voltou ao dial de Brasília na frequência 94,1 FM de Corumbá de Goiás.
Em 3 de agosto de 2021, após três dias retransmitindo a Kiss FM, a 94.1 FM retornar a transmitir a Mais FM substituindo a Kiss FM.
Em 3 de Dezembro de 2021, após quatro meses fora do ar a Kiss FM voltou ao dial brasiliense pela 102,3 FM de Alexânia.